# Vitória de Santo Antão
Vitória de Santo Antão là một đô thị thuộc bang Pernambuco, Brasil. Đô thị này có diện tích 368 km², dân số năm 2007 là 121557 người, mật độ 330,32 người/km².